# Kompozycja suprematyczna
Kompozycja suprematyczna; pełna nazwa: Kompozycja suprematyczna (niebieski prostokąt ponad czerwonym promieniem), ros. Супрематическая композиция (синий прямоугольник поверх красного луча) – obraz olejny namalowany w 1916 przez rosyjskiego malarza suprematycznego Kazimierza Malewicza.

## Historia
Kazimierz Malewicz namalował Kompozycję suprematyczną w roku 1916, w tym samym, w którym opublikował swój „Manifest suprematyczny”. Obraz zadebiutował w latach 1919–1920 podczas jednego z pierwszych ważnych pokazów prac artysty, XVI Państwowej Wystawie w Moskwie, dzięki której Malewicz zdobył pozycję jednego z najbardziej wpływowych artystów swojej epoki. W 1927 roku artysta wystawiał swój obraz na wystawach w Warszawie (w hotelu Polonia) i w Berlinie (w Lehrter Bahnhof, „Grosse Berliner Ausstellung, Malevich”), wprowadzając Europę Zachodnią w wymyśloną przez siebie bezprecedensową estetykę. W czerwcu 1927 Malewicz został zmuszony do powrotu do Związku Radzieckiego. Przedtem zorganizował w Berlinie skład swoich obrazów. Po powrocie nie miał już możliwości opuszczenia ZSRR, gdzie zmarł w 1935. Kompozycja suprematyczna została później powierzona niemieckiemu architektowi Hugo Häringowi, który rzekomo sprzedał go Stedelijk Museum w Amsterdamie. Ostatecznie po 17-letnich zmaganiach, zakończonych ugodą z miastem Amsterdam, obraz powrócił do spadkobierców artysty, którzy wyrazili zadowolenie z takiego obrotu sprawy, po czym wystawili go na sprzedaż za pośrednictwem domu aukcyjnego Sotheby’s w Nowym Jorku.
3 listopada 2008 o godz. 19:00 Kompozycja suprematyczna została sprzedana za 60 002 500 dolarów, stając się, według oświadczenia Sotheby’s, najdroższym dziełem artysty rosyjskiego sprzedanym za pośrednictwem tego domu aukcyjnego. Nabywca dzieła pozostał anonimowy. Poprzednia rekordowa cena uzyskana za obraz Malewicza wyniosła 17 000 000 dolarów.

## Opis
Kompozycja suprematyczna stanowi błyskotliwą konstelację geometrii i koloru w przestrzeni, ucieleśniając to, co artysta uważał za szczyt artystycznego wyrazu. Podobnie jak w wypadku innych jego znaczących prac, powstałych 1915–1916, podstawowym sposobem wypowiedzi artysty jest tutaj zestawienie kształtów i kolorów, nanoszonych systematycznie na płótno. Przekrzywiony niebieski kwadrat i prostokątne elementy podążają w jednym kierunku – w stronę prawego, górnego narożnika płótna; na ich drodze znajduje się jedynie gruba, ciemnofioletowa, pozioma wstęga. Te jaskrawo kolorowe obiekty wydają się być cząstkami w ruchu, napędzanymi przez pole jaskrawej bieli niczym fotony wiązki światła. W swojej Kompozycji suprematycznej artysta wyodrębnił i uwielbił świat przyrody, ukazując jego elementarne piękno. „Kolor i faktura w malarstwie są celem samym w sobie”, napisał w swoim traktacie z 1916. Suprematyzm był zakorzeniony w jego pragnieniu wyjścia poza tradycyjne przedstawianie tematu w kierunku sztuki czystego koloru i form geometrycznych. Choć ten radykalny pomysł miał swoje początki w kubizmie i futuryzmie, to suprematyzm proponował coś nowego poprzez odrzucenie subiektywnej podstawy lub motywu.